# Боярщина (Кляриновское сельское поселение)
Боярщина — деревня в Руднянском районе Смоленской области России. Входит в состав Понизовского сельского поселения. Ранее входило в состав Кляриновского сельского поселения, упраздненного в 2018 году. Население — 142 жителя (2007 год). 
Расположена в западной части области в 28 км к северу от Рудни, в 17 км северо-западнее автодороги Р130 Демидов - Рудня. В 29 км южнее деревни расположена железнодорожная станция Рудня на линии Смоленск — Витебск. Через деревню протекает река Ракита, к северо-западу от Боярщины впадающая в реку Сухая Поленница. У места слияния рек расположен курган, предположительно середины 1 тысячелетия н.э. В деревне располагался колхоз Дружба, включавший в себя несколько других близлежащих деревень. В свое время входила в состав Силуяновской волости Поречского уезда под названием Большая Боярщина (Стахорщина). 

## История
В годы Великой Отечественной войны деревня была оккупирована гитлеровскими войсками в июле 1941 года, освобождена в октябре 1943 года.